# Championnat d'Allemagne de rugby à XV
Le championnat d'Allemagne de rugby à XV dénommé 1. Bundesliga est une compétition annuelle mettant aux prises les meilleurs clubs professionnels de rugby à XV en Allemagne.
Le titre est attribué à l'issue d'une saison régulière disputée par huit équipes en matchs aller-retour.
La première Rugby-Bundesliga a été disputée en deux poules lors de la saison 1971-72, l'une des huit équipes du Nord du pays et l'autre de huit clubs du Sud. Toutefois, sur les huit cinq étaient originaires de Heidelberg et après 1975 toutes les équipes du Nord étaient issues de Hanovre.

## Palmarès duDeutsche Meisterschaften
- 1909 : FC 1897 Hannover
- 1910 : FC Frankfurt 1880
- 1911 : Titre non attribué
- 1912 : FC Neuenheim
- 1913 : FC Frankfurt 1880
- 1914 : Odin Hannover (de)
- 1915 : Titre non attribué
- 1919 : Titre non attribué
- 1920 : Odin Hannover
- 1921 : FC Neuenheim
- 1922 : SC 1880 Frankfurt
- 1923 : FC Schwalbe Hannover (en)
- 1924 : SC Neuenheim
- 1925 : SC 1880 Frankfurt
- 1926 : FC Schwalbe Hannover
- 1927 : Heidelberger RK
- 1928 : Heidelberger RK
- 1929 : TSV Victoria Linden
- 1930 : Odin Hannover
- 1931 : Odin Hannover
- 1932 : FV 1897 Linden (de)
- 1933 : VfR Döhren (en)
- 1934 : VfR Döhren
- 1935 : Titre non attribué
- 1936 : FC Schwalbe Hannover
- 1937 : FV 1897 Linden
- 1938 : Verein für Volkssport H.
- 1939 : Verein für Volkssport H.
- 1940 : FV 1897 Linden
- 1941 : SC Elite Hannover
- 1942 : SG Ordungpolizei Berlin
- 1943 : Titre non attribué
- 1947 : Titre non attribué
- 1948 : TSV Victoria Linden
- 1949 : SC Neuenheim
- 1950 : SV 08 Ricklingen
- 1951 : TSV Victoria Linden
- 1952 : TSV Victoria Linden
- 1953 : TSV Victoria Linden
- 1954 : TSV Victoria Linden
- 1955 : TSV Victoria Linden
- 1956 : TSV Victoria Linden
- 1957 : TSV Handschuhsheim
- 1958 : TSV Victoria Linden
- 1959 : VfR Döhren
- 1960 : SV 08 Ricklingen
- 1961 : SV Odin Hannover
- 1962 : TSV Victoria Linden
- 1963 : SV Odin Hannover
- 1964 : DSV 1878 Hannover
- 1965 : TSV Victoria Linden
- 1966 : SC Neuenheim
- 1967 : SC Neuenheim
- 1968 : DSV 1878 Hannover
- 1969 : TSV Victoria Linden
- 1970 : DSV 1878 Hannover
- 1971 : Heidelberger RK

## Palmarès de la1.Bundesliga
- 1972 : TSV Victoria Linden
- 1973 : Heidelberger RK
- 1974 : SV 08 Ricklingen
- 1975 : TSV Victoria Linden
- 1976 : Heidelberger RK
- 1977 : SC Germania List
- 1978 : FV 1897 Linden
- 1979 : SC Germania List
- 1980 : RG Heidelberg
- 1981 : SC Germania List
- 1982 : DSV 78 Hanovre
- 1983 : DSV 78 Hanovre
- 1984 : DSV 78 Hanovre
- 1985 : DSV 78 Hanovre
- 1986 : Heidelberger RK
- 1987 : TSV Victoria Linden
- 1988 : DRC Hannover
- 1989 : TSV Victoria Linden
- 1990 : DSV 78 Hanovre
- 1991 : DSV 78 Hanovre
- 1992 : TSV Victoria Linden
- 1993 : TSV Victoria Linden
- 1994 : TSV Victoria Linden
- 1995 : SC Neuenheim
- 1996 : TSV Victoria Linden
- 1997 : RG Heidelberg
- 1998 : DRC Hannover
- 1999 : DRC Hannover
- 2000 : DRC Hannover
- 2001 : DRC Hannover
- 2002 : DRC Hannover
- 2003 : SC Neuenheim
- 2004 : SC Neuenheim
- 2005 : DRC Hannover
- 2006 : RG Heidelberg
- 2007 : RG Heidelberg
- 2008 : SC 1880 Frankfurt
- 2009 : SC 1880 Frankfurt
- 2010 : Heidelberger RK
- 2011 : Heidelberger RK
- 2012 : Heidelberger RK
- 2013 : Heidelberger RK
- 2014 : Heidelberger RK
- 2015 : Heidelberger RK
- 2016 : TV Pforzheim
- 2017 : Heidelberger RK
- 2018 : Heidelberger RK
- 2019 : SC 1880 Frankfurt
- 2020 : Arrêté en raison de la pandémie de Covid-19.
- 2021 : Non organisé.
- 2022 : SC 1880 Frankfurt
- 2023 : SC 1880 Frankfurt
- 2024 :

## Finales
| Saison | Vainqueur         | Score                                        | Finaliste          |
| ------ | ----------------- | -------------------------------------------- | ------------------ |
| ...    | -                 | -                                            | -                  |
| 2004   | SC Neuenheim      | 23 - 18                                      | DRC Hannover       |
| 2005   | DRC Hannover      | 21 - 9                                       | TSV Handschuhsheim |
| 2006   | RG Heidelberg     | 13 - 9                                       | SC Neuenheim       |
| 2007   | RG Heidelberg     | 23 - 15                                      | SC 1880 Frankfurt  |
| 2008   | SC 1880 Frankfurt | 28 - 13                                      | RG Heidelberg      |
| 2009   | SC 1880 Frankfurt | 11 - 8                                       | Heidelberger RK    |
| 2010   | Heidelberger RK   | 39 - 22                                      | SC 1880 Frankfurt  |
| 2011   | Heidelberger RK   | 12 - 9                                       | SC 1880 Frankfurt  |
| 2012   | Heidelberger RK   | 20 - 16                                      | TV Pforzheim       |
| 2013   | Heidelberger RK   | 41 - 10                                      | SC Neuenheim       |
| 2014   | Heidelberger RK   | 43 - 20                                      | TV Pforzheim       |
| 2015   | Heidelberger RK   | 53 - 27                                      | TV Pforzheim       |
| 2016   | TV Pforzheim      | 41 - 36                                      | Heidelberger RK    |
| 2017   | Heidelberger RK   | 39 - 35                                      | TV Pforzheim       |
| 2018   | Heidelberger RK   | 47 - 12                                      | RG Heidelberg      |
| 2019   | SC 1880 Frankfurt | 22 - 12                                      | TSV Handschuhsheim |
| 2020   | -                 | Arrêté en raison de la pandémie de Covid-19. | -                  |
| 2021   | -                 | Non organisé.                                | -                  |
| 2022   | SC 1880 Frankfurt | 29 - 17                                      | TSV Handschuhsheim |
| 2023   | SC 1880 Frankfurt | 30 - 16                                      | SC Neuenheim       |
| 2024   | -                 | -                                            | -                  |

## Bilan
| Club                | Titre(s) | Premier(s) - Dernier(s) |
| ------------------- | -------- | ----------------------- |
| Heidelberger RK     | 11       | 1973-2018               |
| TSV Victoria Linden | 8        | 1972-1996               |
| DRC Hannover        | 7        | 1988-2005               |
| DSV 78 Hanovre      | 6        | 1982-1991               |
| SC 1880 Frankfurt   | 5        | 2008-2023               |
| RG Heidelberg       | 4        | 1980-2007               |
| SC Neuenheim        | 3        | 1995-2004               |
| SC Germania List    | 3        | 1977-1981               |
| FV 1897 Linden      | 1        | 1978                    |
| SV 08 Ricklingen    | 1        | 1974                    |
| TV Pforzheim        | 1        | 2016                    |